# イスラーム法的権利擁護委員会
イスラーム法的権利擁護委員会（イスラームほうてきけんりようごいいんかい、アラビア語：لجنة الدفاع عن الحقوق الشرعية、英語:Committee for the Defense of Legitimate Rights、略称:CDLR）は、サウジアラビアの反政府組織である。

## 概要
6人の学者によって1993年5月3日にリヤドで設立された委員会で、シャーリア(イスラム法)における人権擁護を基本理念としており、サウジアラビアで近年になって施行された各種の近代法に対して、憲法と定めるクルアーンとスンナに違反していると主張しており、シャーリアに基づく人権擁護を行うように政府と民衆に働きかけている。また、サウード王家をアメリカの傀儡であると批判している。
メンバーにはワッハーブ派ウラマーの長老アブドッラー・ジブリーン、ムフティー兼大学講師のサルマーン・アル＝アウダム、大学教授のサファル・アル＝ハワーリーなど宗教指導者と欧米への留学経験がある科学者、医師、弁護士など世俗の知識人まで幅広いイスラーム主義者層を含んでいたが、設立後まもなく政府によって非合法組織に指定されメンバーは公職追放、軟禁、投獄された。
1994年4月にムハンマド・アル＝マサーリーを代表とするメンバーはイギリスに亡命してロンドンで亡命事務所を開設し、サウジアラビア国籍は剥奪され、イギリスで政治難民として保護されている状態になっている。
イスラム過激派テロリストと呼ばれることもあるが、武力闘争は行っていない。